# Psaliodes albifascia
Psaliodes albifascia är en fjärilsart som beskrevs av Paul Dognin 1911. Psaliodes albifascia ingår i släktet Psaliodes och familjen mätare. Inga underarter finns listade i Catalogue of Life.